# Carlos Mendoza
Carlos Enrique Mendoza Loayza, né le 19 octobre 1992 à La Paz, est un footballeur international bolivien qui évolue au poste de défenseur.

## Carrière
Mendoza joue d'abord au petit club bolivien de Miraflores. Il décide de quitter son pays pour le Chili, s'engageant avec le CD Huachipato. Après une année à Huachipato, il signe avec le Deportes Magallanes, évoluant dans le ventre mou du championnat chilien. 
En 2013, Mendoza s'engage avec le club bolivien du Sport Boys Warnes. Après une première saison où il joue vingt matchs, il est sélectionné dans l'équipe nationale bolivienne.